# Точка рівноваги
То́чка рівнова́ги — нерухома точка фазового простору, що відповідає стану спокою динамічної системи. Якщо диференціальні рівняння
{\displaystyle {\frac {dx_{i}(t)}{dt}}=f_{i}[x_{1}(t),\qquad \ldots ,\ x_{n}(t)];\ \ i=1,\ \ldots ,\ n\ \ \ \ \ (1)}
описують процеси в якійсь динамічній системі, то її точка рівноваги {\displaystyle x_{1}(t)\equiv \alpha _{i}={\text{const}}\ \ (i=1,\ \ldots ,\ n)} є розв'язком такої системи рівнянь:
{\displaystyle f_{i}[x_{1}(t),\ \,\ \ldots ,\ x_{n}(t)]=0,\qquad (i=1,\ \ldots ,\ n)\ \ (2)}
Відповідно до кількості розв'язків системи (2) динамічна система (1) може не мати жодної, мати одну, декілька або навіть нескінченну множину (континуум) точок рівноваги. Залежно від поведінки фазових траєкторій динамічної системи в околі точки рівноваги останні можуть бути стійкими, асимптотично стійкими або нестійкими (дивись стійкості безперервних систем теорія).